# Delio Fernández Cruz
Delio Fernández Cruz   (Moaña, 17 de febrer de 1986) és un exciclista espanyol, professional des del 2008 i fins a inicis del 2025. La seva victòria més important és la Volta a Àustria del 2017, inicialment guanyada per Stefan Denifl, però desqualificat per dopatge el 2021.

## Palmarès
- 2013
  - 1r al GP Liberty Seguros-Volta as terras de Santa Maria i vencedor d'una etapa
  - Vencedor d'una etapa a la Volta a Portugal
- 2014
  - 1r al Trofeu Joaquim Agostinho
- 2015
  - Vencedor de 2 etapes a la Volta a Portugal
- 2017
  - 1r a la Volta a Àustria
- 2023
  - Vencedor d'una etapa a la Volta a Portugal

### Resultats al Giro d'Itàlia
- 2009. 124è de la Classificació general

### Resultats a la Volta a Espanya
- 2010. 60è de la Classificació general